# خایدوکووو
خایدوکووو (به صربی: Hajdukovo) یک منطقهٔ مسکونی در صربستان است که در سوبتیتسا واقع شده‌است. خایدوکووو ۲٬۴۸۲ نفر جمعیت دارد.

## خواهرخوانده
شهر باچکی وینوگرادی خواهرخواندهٔ خایدوکووو هست.